# Parti des politiques

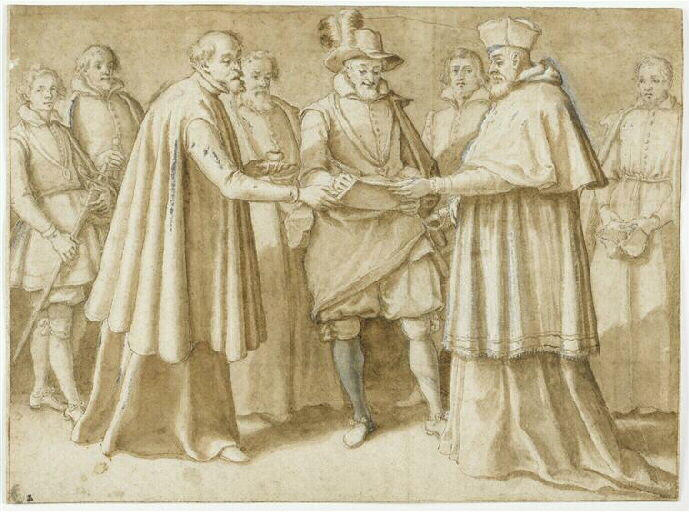
Jacopo Chimenti - Henri IV signant la ratification de son abjuration, XVIIe siècle

On appelle politiques un parti constitué par des catholiques français après le massacre de la Saint-Barthélemy (24 août 1572). Il rassemble des gens inquiets des conséquences d'une persécution outrancière des protestants : les politiques font passer le maintien de la paix civile et de l'unité du royaume avant les questions religieuses et la logique confessionnelle. 

## Les inspirateurs

### Les juristes
L'un des premiers inspirateurs du parti des politiques est, dans les années 1560, le chancelier Michel de L'Hospital : conseiller de Catherine de Médicis. Il considère que le roi, symbole de la nation, doit se placer au-dessus des querelles religieuses. Devant les parlements assemblés à Saint-Germain-en-Laye en 1562, il déclare que la question fondamentale « n'est pas le maintien de la religion mais le maintien de la république » [réf. nécessaire]
À la même époque Étienne Pasquier, avocat au Parlement de Paris, défend le même point de vue dans l'Exhortation aux princes (1561). 
On peut aussi citer les juristes Guy Coquille, Pierre de Belloy, avocat général au Parlement de Toulouse, et les protestants François de La Noue ou Guillaume du Bartas.

### Jean Bodin
Le grand théoricien du point de vue des politiques est Jean Bodin, auteur des Six livres de la République, ouvrage publié en 1576. Il y développe la conception d'un pouvoir d'État renforcé s'exerçant dans le cadre d'une nation et se plaçant au-dessus des factions, reconnaissant comme un fait l'existence de différentes religions dans le royaume et n'essayant pas d'en éradiquer certaines.

## Historique

### Le parti des ducs d'Alençon et de Montmorency (1574-1584)
Ils se regroupent derrière des personnalités comme le duc d'Alençon, frère du roi Henri III, et le maréchal de Montmorency, gouverneur du Languedoc, qui les soutient énergiquement. 
Ils sont à l'origine de la signature de l'édit de Beaulieu (6 mai 1576). 

### La lutte contre la Ligue et le soutien à Henri de Navarre (1584-1598)
Par la suite, les politiques durent s'opposer des années encore à la Ligue des ultra-catholiques dirigés par la famille des Guise.
Leur triomphe final fut consacré par l'entrée d'Henri IV à Paris (22 mars 1594).

### LaSatire Ménippée(1593)
L'une des expressions littéraires les plus remarquables du parti des politiques est la Satire Ménippée, un pamphlet satirique dirigé contre la Ligue, publié à Tours après la tenue des États généraux convoqués à Paris par le duc de Mayenne (26 janvier 1593). 
Le collectif d'auteurs se veut un groupe de bons citoyens, « demeurés français en politique et gallicans en religion », et indignés que le mot d'ordre de « défense de la religion catholique » soit devenu une simple couverture pour les menées d'aventuriers et d'intrigants. 
Le titre est emprunté à l'humaniste néerlandais Juste Lipse, qui avait publié à La Haye en 1589 un ouvrage en latin intitulé Politicorum sive civilis doctrinæ libri sex, traduit en français l'année suivante et de nouveau en 1594, objet d'une quinzaine d'éditions, où il développe la vision pessimiste d'un État qui doit simplement être suffisamment puissant pour empêcher les hommes de se livrer à leurs passions destructrices. En France, après trois décennies de guerre civile, cet ouvrage, qui reprenait au fond le diagnostic et les solutions proposées par Jean Bodin, connut un grand succès auprès du gouvernement et des élites.